# Lulu Iáia
Lulu Iáia (Luʾluʾ al-Yaya), também chamado Albaba ou Alcadim ("o Eunuco"), foi o regente do Sultanato de Alepo dos seljúcidas de 1113 até seu assassinato em 1117. Era atabegue dos sultões menores de idade. Anteriormente, havia sido um eunuco a serviço de Aquesuncur Albursuqui, o atabegue de Moçul.
De acordo com ibne Alatir, Lulu se encarregou dos assuntos em Alepo após a morte do sultão Raduano em 1113, pois seu filho, Alparslano Alacras, tinha apenas dezesseis anos de idade. Em 1114, Alparslano foi assassinado em seu próprio palácio por seus mameluco por instigação de Lulu porque o jovem sultão procurou a ajuda de Toguetequim, o emir de Damasco, para estabelecer seu governo pessoal. Lulu então colocou no poder seu irmão de seis anos, Sultão Xá ibne Raduano, e continuou a manter a regência. Num esforço para solidificar seu governo, fundou o primeiro canca (mosteiro sufita) em Alepo, mas isso gerou forte oposição xiita. Também se opôs à família de Saíde ibne Badi, rais (líder) dos adate (milícia), a quem Alparslano havia exilado em Calate Jabar.
No início de 1115, ameaçado por seus colegas vassalos seljúcidas, Toguetequim e Ilgazi de Mardim, Lulu solicitou assistência do sultão seljúcida Maomé Tapar em Bagdá. Segundo ibne Alatir, o sultão enviou o emir Bursuque ibne Bursuque para lidar primeiro com os rebeldes e depois com os estados francos vizinhos. Parte da missão de Bursuque era assumir o comando de Alepo. Quando o emir ordenou que Lulu renunciasse à cidade, o regente, em vez disso, pediu ajuda a seus antigos inimigos Ilgazi e Toguetequim. Reforços de 2 000 cavaleiros entraram na cidade, e Lulu abertamente desafiou o sultão. Segundo ibne Aladim, Lulu transmitiu informações sobre os movimentos de Bursuque ao líder franco Rogério de Salerno, que derrotou Bursuque na Batalha de Sarmim.
Lulu foi assassinado em 1117 por instigação da família de Saíde ibne Badi enquanto estava no caminho para encontrar Salim ibne Maleque, emir de Calate Jabar. Durante um descanso em um lugar chamado Calate Nadir, foi atingido por flechas por alguns de seus retentores turcos que estavam fingindo caçar coelhos. Embora os assassinos tenham saqueado o tesouro do regente, o povo de Alepo conseguiu recuperá-lo. Lulu foi sucedido como atabegue por Xamece Alcauas Iaruquetas, que havia sido seu comandante militar. Ibne Alatir relata o boato de que Lulu pretendia matar o jovem sultão e foi assassinado antes que pudesse por alguns amigos de Sultão Xá.